# There Goes My Baby (chanson des Drifters)
Singles de The Drifters
Drip Drop
(1958) (If You Cry) True Love, True Love
(1959)
There Goes My Baby est une chanson du groupe américain The Drifters.
Publiée en single (sous le label Atlantic Records) en mai 1959, elle a atteint la 2e place du Hot 100 du magazine musical américain Billboard, passant en tout 19 semaines dans le chart.
En 2004, Rolling Stone a classé cette chanson, dans la version originale des Drifters, 193e sur la liste des « 500 plus grandes chansons de tous les temps » (en 2010, le magazine rock américain a mis à jour sa liste, maintenant la chanson est 196e). Elle est également sélectionnée par le Rock and Roll Hall of Fame, en 1995, comme l'une des « 500 chansons qui ont façonné le rock 'n' roll ».

## Composition
La chanson a été écrite par Benjamin Nelson (dit Ben E. King), Lover Patterson et George Treadwell. L'enregistrement des Drifters a été produit par Jerry Leiber et Mike Stoller.